# Avro Ashton
Die Avro 706 Ashton war eines der ersten strahlgetriebenen Transportflugzeuge, von dem Anfang der 1950er Jahre lediglich sechs Prototypen von Avro in Großbritannien hergestellt wurden.
Bereits in den 1940er Jahren war bekannt, dass Strahlflugzeuge am effizientesten über der Tropopause, also in Höhen über 12.000 m eingesetzt werden konnten. Um in dieser Höhe den Passagieren ein sicheres und komfortables Reisen zu ermöglichen, musste für entsprechende Flugzeuge ein komplexes System der Druckbelüftung und Klimatisierung geschaffen werden. Die Avro Ashton wurde von britischen Forschungseinrichtungen vor allem für Versuchsflüge in großen Höhen zur Entwicklung entsprechender Einrichtungen eingesetzt.

## Geschichte

### Entwicklung
Die Ursprünge der Avro Ashton gehen zurück auf einen Umbau des zweiten Prototyps der Tudor 1, der anschließend als Tudor 8 bezeichnet wurde. Die Tudor 8 verwendete im Wesentlichen die Zelle einer Tudor 4, erhielt aber als Antrieb vier paarweise in Gondeln eingebaute Turbojet-Triebwerke Rolls-Royce Nene 5 mit einem Standschub von zusammen 22,3 kN (5000 lb). Dieses erste britische Flugzeug mit vier Strahltriebwerken flog zum ersten Mal am 6. September 1948 und wurde danach vor allem als Höhen-Forschungsflugzeug eingesetzt.

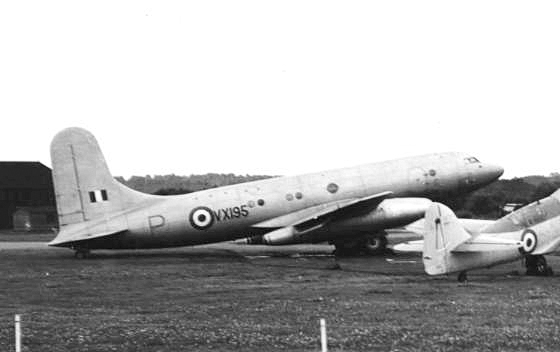
Tudor 8 mit Spornradfahrwerk und „rundem“ Seitenleitwerk

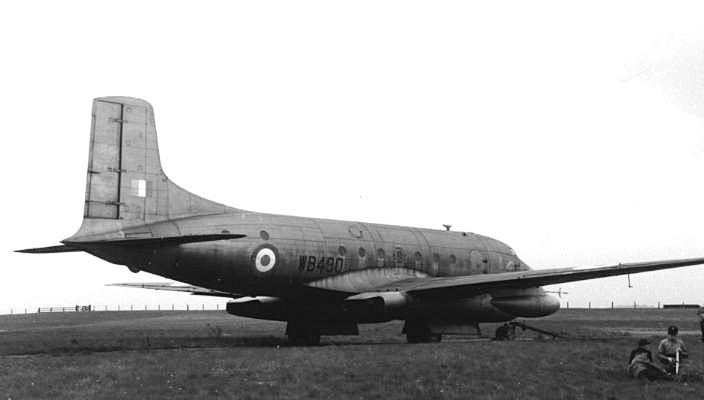
WB490 auf dem Flugplatz Woodford der Avro-Werke

Als Ergebnis der Erfahrungen, die Avro mit der Tudor 8 gewinnen konnte, begann man mit der Entwicklung eines darauf basierenden Strahl-Transportflugzeugs mit einem Bugradfahrwerk. Die Bezeichnung dieses dann schließlich aber nicht umgesetzten Entwurfs war Avro Type 705 Tudor 9. Die Tudor 9 bildete aber die Grundlage für ein neues Höhen-Forschungsflugzeug, das die gleichen Nene-Triebwerke verwenden sollte und den Namen Avro 706 Ashton erhielt. Das Ministry of Supply beauftragte den Bau von sechs Maschinen, bei denen bereits vorhandene Zellen der Tudor 2 verwendet wurden, wobei der Rumpf eine dickere Beplankung erhielt. Während die Tudor 8 noch ein Spornradfahrwerk verwendete, erhielten alle Ashton ein Bugradfahrwerk. Auch das Seitenleitwerk war gegenüber der runden Ausführung der Tudor 8 mehr rechteckig ausgebildet.

### Einsatz und Verbleib

#### WB490
Die WB490 verwendete die Zelle der Tudor 2 mit dem Kennzeichen G-AJJV bzw. der RAF-Seriennummer TS896 und war die einzige Ashton Mk. 1. Sie flog am 1. September 1950 zum ersten Mal. Die erste öffentliche Vorführung war auf der wenige Tage später stattfindenden Farnborough SBAC Show. Nach der Herstellererprobung wurde die Maschine im Oktober 1951 an das A&AEE in Boscombe Down überführt, wo sie für Höhenversuche mit den Strahltriebwerken eingesetzt wurde. Sie erhielt dort 1955 Langstreckentanks unter den äußeren Tragflächenabschnitten und einen speziellen Autopiloten. 1956 flog sie noch, wurde dann Anfang 1957 in Woodford abgewrackt und der Rumpf danach weiter für Druckversuche benutzt.

#### WB491

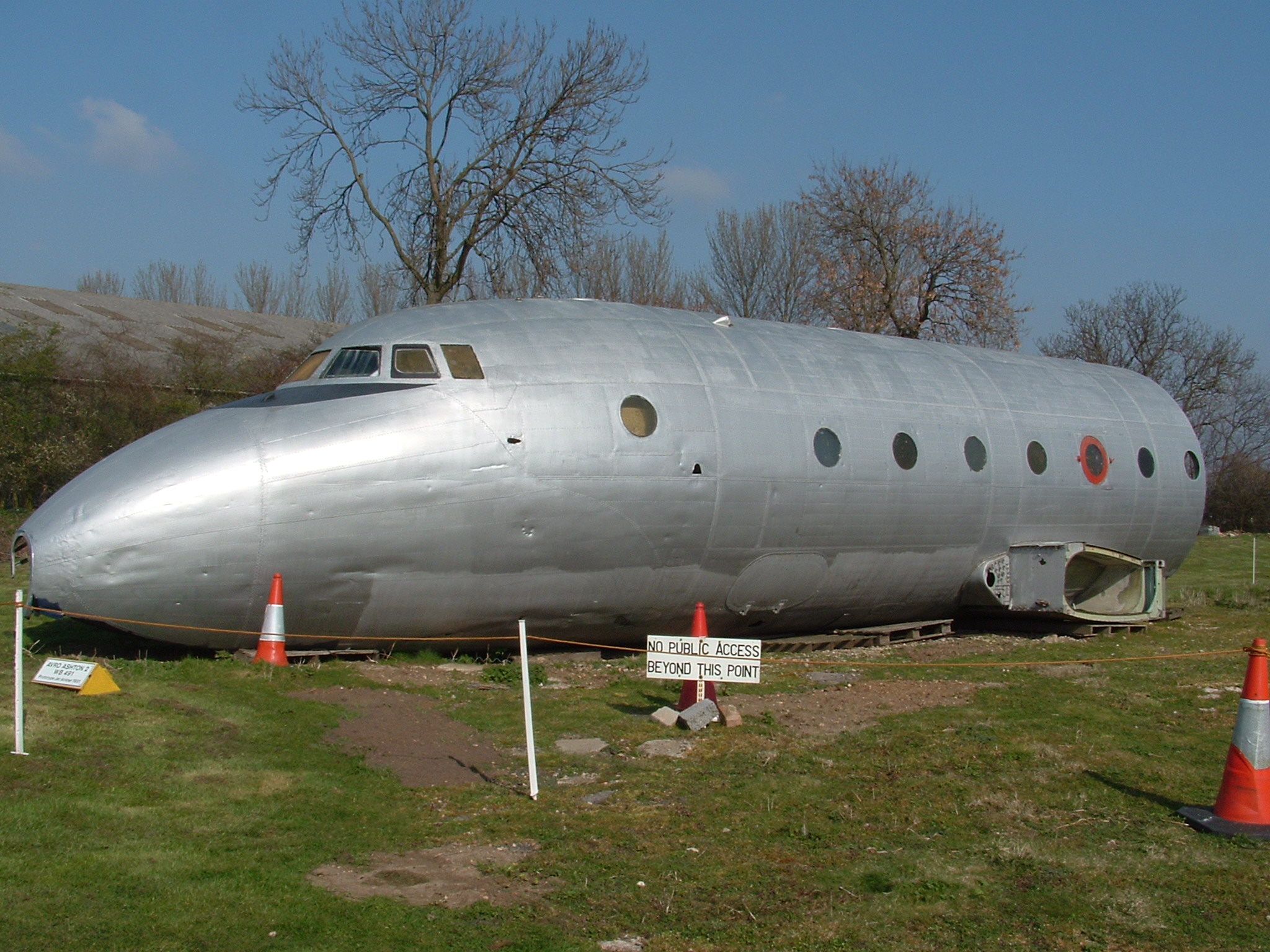
Rumpf der WB491 im Newark Air Museum

Die WB491 (Tudor-2-Zelle G-AJJW/TS897) war die einzige Ashton Mk. 2 und flog am 2. August 1951 zum ersten Mal. Auf der Farnborough SBAC Show von 1951 war die öffentliche Präsentation. Sie wurde dann zum RAE in Hampshire überführt, wo sie drei Jahre lang für Versuche mit der Druckkabine (Druckkonstanthaltung, Kühlung, Befeuchtung und Temperatursteuerung) eingesetzt wurde. Bei D. Napier in Luton erfolgte ein Umbau als fliegender Prüfstand für das National Gas Turbine Establishment, wobei zuerst ein Rolls-Royce Avon in einer Gondel unter dem Rumpf mitgeführt wurde. Im Januar 1955 ersetzte man dieses Triebwerk nacheinander durch ein für die Boeing 707-420 vorgesehenes Rolls-Royce Conway Mk. 505 und später Mk. 508 (RA.28) mit einer Vorrichtung zur Untersuchung von Vereisungsvorgängen. 1956 wurde dann ein Armstrong Siddeley Sapphire an der Maschine getestet, wobei die Vereisungsvorrichtung weiter eingesetzt wurde. Die Testflüge endeten 1960 und das Abwracken der Maschine folgte im April 1962. Der Rumpf ist im Newark Air Museum erhalten geblieben.

#### WB492
Die erste von drei Ashton Mk.3 (Tudor-2-Zelle G-AJJX/TS898) flog zum ersten Mal am 6. Juli 1951 und wurde dem Radar Research Establishment in Defford zu Forschungszwecken im Bereich radargesteuerter Bombenabwürfe übergeben. Hierfür erhielt die Maschine unter den Tragflächen je einen über fünf Meter langen Bombenbehälter und in einem Unterrumpf-Radom ein Mark-IX-H2S-Radar-Zielgrät für den Bombenabwurf. Die Untersuchungen sollten als Eignungsprüfung für das NBS (Navigation Bombing System) dienen, das in den späteren V-Bombern eingesetzt werden sollte.

#### WB493

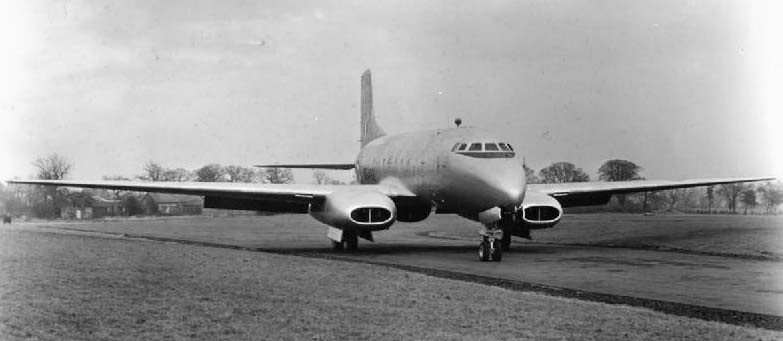
Avro Ashton Mk 3

Die zweite von drei Ashton Mk. 3 (Tudor-2-Zelle G-AJJY/TS899) hatte ihren Erstflug am 18. Dezember 1951 und wurde dann zum RAE in Farnborough überführt, um dort für Versuche zu elektrischen Bordsystemen in großen Höhen und zur Bordinstrumentenentwicklung zu dienen. 1955 setzte die Bristol Engine Division in Filton das Flugzeug als Prüfstand für Bristol-Olympus-Nachbrennerversionen ein. Je ein Olympus, eines mit Nachbrenner ausgestattet, wurde außenbords der Nene-Gondeln installiert. Nach Abschluss der Olympus-Erprobung ersetzte man 1956 das linke Olympus durch ein Bristol Orpheus (BOr.3) Triebwerk. Die Versuchseinsätze der WB493 endeten 1962.

#### WB994
Die einzige Ashton Mk. 4 flog am 18. November 1952 zum ersten Mal. Sie erhielt 1954 beim RAE Farnborough eine Unterrumpfgondel für einen Bombenschützen und Bombenbehälter für Forschungen zum rein visuell gesteuerten Bombenabwurf. Vom April 1958 bis zum Februar 1959 wurden Enteisungsversuche mit einem Sapphire-Triebwerk durchgeführt.

#### WE670
Die dritte Aston Mk. 3 (Tudor-2-Zelle G-AJKA/TS901) flog zum ersten Mal am 9. April 1952 und wurde bis zum Juli 1953 vom RAE Orfordness für ballistische Bombenversuche eingesetzt. Napier modifizierte die Maschine dann 1955, wobei ein Avon-Triebwerk (RA.14) einschließlich einer Wassersprühvorrichtung unter dem Rumpf für Vereisungsversuche des Lufteinlaufs angebaut wurde.
Die Besatzung bestand bei den Versuchsflügen in der Regel aus je einem Piloten, Copiloten, Navigator, Flugingenieur und Funker; weiteres wissenschaftliches Personal konnte im geräumigen Rumpf untergebracht werden, wenn dies nötig war. Die Mk. 1 und Mk. 2 verfügten noch über die ursprüngliche Druckkabine der Tudor 2, bei den restlichen Ashtonmustern war der druckbelüftete Bereich jedoch verkürzt.

## Avro Ashton im Spielfilm

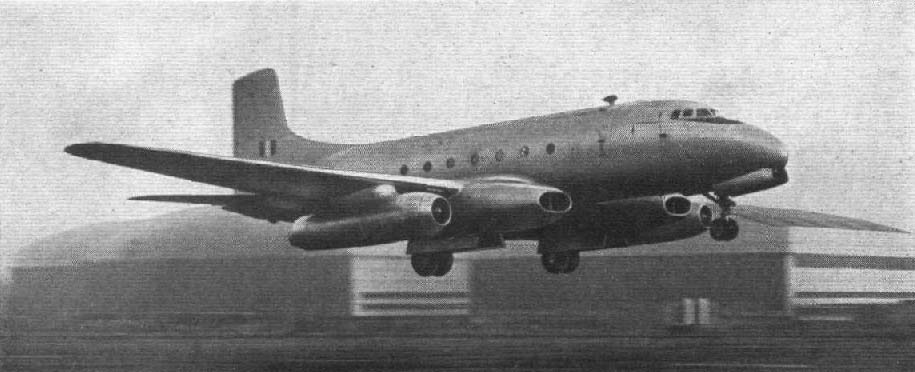
Die sechsstrahlige Avro Ashton WB493 als Atlas Aviation Phoenix Airliner

Die Avro Ashton WB493, ausgerüstet mit ihren zwei zusätzlichen Olympus-Triebwerken, stellte in dem Film Cone of Silence von 1960 die Phoenix der fiktiven Fluggesellschaft Atlas Aviation dar. Der Film basiert auf dem 1959 erschienenen Roman von David Beaty, einem ehemaligen BOAC-Piloten. Die Handlung befasste sich unter anderem mit den Startproblemen der Phönix und die anschließende Untersuchung von Unfällen. Die Geschichte basierte auf den beiden realen Startunfällen der De Havilland DH.106 Comet.

## Technische Daten
| Kenngröße             | Daten                                              |
| --------------------- | -------------------------------------------------- |
| Besatzung             | 5                                                  |
| Länge                 | 89 ft 6,5 in (27,29 m)                             |
| Spannweite            | 120 ft 0 in (36,58 m)                              |
| Höhe                  | 31 ft 3 in (9,53 m)                                |
| Flügelfläche          | 1.421 ft² (132 m²)                                 |
| Flügelstreckung       | 10,1                                               |
| max. Startmasse       | 82.000 lb (37.195 kg)                              |
| Höchstgeschwindigkeit | 439 mph (707 km/h)                                 |
| Dienstgipfelhöhe      | 40.500 ft (ca. 12.340 m)                           |
| Steigrate             | 2.900 ft/min (884 m/min)                           |
| Reichweite            | 1.725 Meilen (2.776 km)                            |
| Triebwerke            | 4 × Rolls-Royce Nene 6 Turbojet, 5.000 lbf (22 kN) |